# Heligmomerus maximus
Espèce
Heligmomerus maximus est une espèce d'araignées mygalomorphes de la famille des Idiopidae.

## Distribution
Cette espèce est endémique du Kerala en Inde,. Elle se rencontre dans les Ghats occidentaux.

## Publication originale
- Sanap & Mirza, 2015 : A new large trapdoor spider species of the genus Heligmomerus Simon 1892 (Araneae, Mygalomorphae, Idiopidae) from Western Ghats, India. Journal of Asia-Pacific Biodiversity, vol. 8, no 3, p. 242-246.